# 2007年10月逝世人物列表
2007年逝世人物列表：1月 - 2月 - 3月 - 4月 - 5月 - 6月 - 7月 - 8月 - 9月 - 10月 - 11月 - 12月
2007年10月逝世人物列表，是用於匯總2007年10月期間逝世人物的列表。

## 依日期排序

### 1日
- 伯納德·德萊爾（Bernard Delaire），108歲，第一次世界大戰的法國海軍退伍軍人，最後六人之一。[1]
- 布魯斯·海伊（Bruce Hay），57歲，英國和蘇格蘭的英國橄欖球運動員，腦瘤。[2]
- 羅尼·黑茲爾赫斯特（Ronnie Hazlehurst），79歲，英國主題曲作曲家（Are You Being Served？）和爵士音樂家，中風。[3]
- Israel Kugler，90歲，美國勞工領袖和教授，肺炎。[4]
- Harry Lee，75歲，美國政治家，路易士安那州傑斐遜教區警長，白血病。[5]
- Chris Mainwaring，41歲，澳大利亞足球運動員（西海岸老鷹隊），電視和廣播體育記者。[6]
- 佩吉·馬利（Peggy Maley），84歲，美國女演員。[7]
- 詹姆斯·馬丁（James A. Martin），105歲，美國羅馬天主教耶穌會神父，世界上最古老的耶穌會士，肺炎。[8]
- Al Oerter，71歲，美國運動員和奧運會鐵餅金牌得主（1956年、1960年、1964年和1968年），心力衰竭。[9]
- Tetsuo Okamoto，75歲，巴西游泳運動員，巴西首位奧運會游泳獎牌得主（1952年），呼吸衰竭。[10]
- 佩德羅·索爾·佩雷斯（Pedro SaúlPérez），54歲，多明尼加人，波多黎各多明尼加移民權利宣導者，心臟病發作。[11]
- 內德·謝林（Ned Sherrin），76歲，英國廣播公司和戲劇製作人，喉癌。[12]
- 拉爾夫·斯特吉斯（Ralph W. Sturges），88歲，美國莫希幹部落酋長。[13]
- 亨利·威爾斯（Henry Wells），92歲，美國拉丁美洲政治專家，教授和作家，阿爾茨海默病併發症。[14]

### 2日
- 弗雷德里克·拜尔（Frederick Bayer），85歲，史密森學會國家自然歷史博物館（Smithsonian Institution's National Museum of Natural History）名譽館長，心力衰竭。[15]
- DeWitt 「Tex」 Coulter，82歲，美國國家和加拿大橄欖球聯盟球員。[16]
- 詹尼·丹齊（Gianni Danzi），67歲，義大利洛雷托地區大主教。[17]
- 埃爾菲·馮·達薩諾夫斯基，83歲，奧地利歌劇演唱家、演員和電影製片人。[18]
- 克裡斯托弗·德里克（Christopher Derrick），86歲，英國作家。[19]
- Šime Đodan，79歲，克羅埃西亞議員，國防部長（1991年）。[20]
- 加里·佛蘭克林（Gary Franklin），79歲，美國影評人，KABC-TV（洛杉磯）。[21]
- 理查·戈德華特（Richard Goldwater），71歲，阿奇漫畫公司（Archie Comics）的美國總裁，《喬西和貓咪》（Josie and the Pussycats）的創作者，癌症。[22]
- 喬治·格裡扎德（George Grizzard），79歲，美國演員，肺癌。[23]
- 希臘的愛卡特琳妮，94歲，希臘前希臘王妃，維多利亞女王最後倖存的曾孫女。[24]
- 丹·基廷（Dan Keating），105歲，愛爾蘭共和黨活動家，愛爾蘭獨立戰爭中最後一位倖存的老兵。[25]
- J. Edward Lundy，92歲，美國汽車高管（福特汽車公司）。[26]
- Tawn Mastrey，53歲，美國無線電唱片騎師（KNAC），丙型肝炎。[27]
- 詹姆斯·邁克爾斯（James Michaels），86歲，美國《福布斯》編輯（1961-1999），肺炎。[28]
- 何塞·安東尼奧·里奧斯·格拉納多斯，48歲，墨西哥政治家，圖爾蒂特蘭市長（2000-2003），空難。[29]
- 威利·羅斯勒（Willi Rössler），83歲，德國奧運擊劍運動員。[30]
- 亞歷克·斯伯丁（Alec Spalding），84歲，英國童子軍領袖。[31]

### 3日
- 約翰·巴克斯頓（John Buxton），73歲，紐西蘭橄欖球聯盟球員。[32]
- 維奧萊特·卡蘇·德·克裡斯托弗羅（Violet Kazue de Cristoforo），90歲，美國詩人，二戰期間被關押在日裔美國人拘留營，中風。[33]
- 肯尼斯·R·哈丁（Kenneth R. Harding），93歲，美國眾議院軍士長（1972-1980），肺炎。[34]
- Wyn Harness，47歲，英國記者。[35]
- 赫伯特·穆尚（Herbert Muschamp），59歲，《紐約時報》的美國建築評論家，肺癌。[36]
- Pablo Palazuelo，90歲，西班牙藝術家。[37]
- 托尼·里安（Tony Ryan），71歲，愛爾蘭企業家，里安航空（Ryanair）的聯合創始人，長期患病。[38]
- Rogelio Salmona，78歲，哥倫比亞建築師，阿爾瓦·阿爾托獎章和克勞斯王子獎獲得者，癌症。[39]
- 理查·特蘭特爵士，79歲，英國陸軍上將。[40]
- 朱塞佩·瓦爾登戈（Giuseppe Valdengo），93歲，義大利歌劇男中音。[41]
- M. N. Vijayan，77歲，印度學者、作家和記者，心臟病發作。[42]

### 4日
- 鮑勃·伯迪克（Bob Burdick），70歲，美國NASCAR車手。[43]
- 陳啟禮，64歲，中國出生的臺灣黑幫，殺害持不同政見記者劉亨利的兇手，胰腺癌。[44]
- 安東尼·約爾戈萬（Antonie Iorgovan），59歲，羅馬尼亞政治家，羅馬尼亞憲法的主要作者，心臟病發作。[45]
- Kim Min-woo，21歲，韓國冰舞運動員，交通事故。[46]
- 唐·諾特巴特，71歲，美國職業棒球大聯盟球員，中風。[47]

### 5日
- 約翰·艾奇森（John Atchison），53歲，美國聯邦檢察官，涉嫌兒童性犯罪者，自殺。[48]
- 亞歷山德拉·布拉特（Alexandra Boulat），45歲，法國攝影記者，動脈瘤。[49]
- 沃爾特·肯波夫斯基（Walter Kempowski），78歲，德國作家和檔案管理員，腸癌。[50]
- 瓦迪斯瓦夫·科帕林斯基（Władysław Kopaliński），99歲，波蘭詞典編纂者。[51]
- 弗拉基米爾·庫津，77歲，俄羅斯1956年冬奧會金牌得主，長期患病。[52]
- 史蒂文·馬薩斯基（Steven Massarsky），59歲，美國律師和商人，與癌症有關的併發症。[53]
- 埃德温·欧文（Edwyn Owen），71歲，美國冰球運動員，1960年冬季奧運會金牌得主，汽車起火。[54]
- 瑪蒂爾德·薩爾瓦多·塞加拉（Matilde Salvador i Segarra），89歲，西班牙作曲家，中風。[55]
- 賈斯汀·圖維里（Justin Tuveri），109歲，義大利-法國第一次世界大戰老兵。[56]

### 6日
- Babasaheb Bhosale，86歲，印度政治家，馬哈拉施特拉邦首席部長（1982-1983）。[57]
- Robert W. Bussard，79歲，美國物理學家，核聚變研究員，癌症。[58]
- 喬·安·大衛斯（Jo Ann Davis），57歲，自2001年起擔任美國弗吉尼亞州眾議院議員，患有乳腺癌。[59]
- Nancy DeShone，75歲，美國棒球運動員（AAGPBL）[60]
- 羅德尼·迪亞克（Rodney Diak），83歲，英國舞臺和電影演員，癌症。[61]
- Phil Dodds，56歲，美國音訊工程師，癌症。[62]
- 巴德·埃金斯（Bud Ekins），77歲，美國摩托車賽車手和特技表演者（《大逃亡》），自然原因。[63]
- 特倫斯·威爾莫特·哈奇森（Terence Wilmot Hutchison），95歲，英國經濟學家。[64]
- 湯姆·墨菲（Tom Murphy），39歲，愛爾蘭托尼獎獲獎演員（《莉娜的選美皇后》），淋巴癌。[65]
- 拉扎·裡斯托夫斯基（Laza Ristovski），51歲，塞爾維亞鍵盤手（Smak，Bijelo dugme），多發性硬化症。[66]
- George F. Senner， Jr.，85歲，美國亞利桑那州眾議院議員（1963-1967）。[67]

### 7日
- 阿部典史，32歲，日本 MotoGP 賽車手，交通事故。[68]
- 斯蒂芬·莫裡斯·邦戈-努瓦拉，70歲，剛果總理（1992年）。[69]
- 艾倫·坎貝爾爵士（Sir Alan Campbell），88歲，英國外交官。[70]
- 陈思思，68歲，中國女演員，胰腺癌。[71]
- 保羅·卡倫（Paul Cullen），98歲，澳大利亞陸軍上將。[72]
- Luciana Frassati Gawronska，105歲，波蘭裔義大利作家和反納粹活動家，Jas Gawronski的母親。[73]
- 赫伯·派克（Herb Parker），86歲，美國教育家和足球教練。
- George E. Sangmeister，76歲，美國伊利諾伊州眾議院議員（1989-1995），白血病。[74]
- Jiřina Steimarová，91歲，捷克女演員。[75]
- 莉莉絲·蘇里亞尼（Lilis Suryani），59歲，印尼歌手，子宮癌。[76]
- 喬·瓦格納（Joe Waggonner），89歲，來自路易士安那州的美國眾議院議員（1961-1979）。[77]

### 8日
- 康斯坦丁·安德列歐（Constantine Andreou），90歲，巴西出生的希臘裔法國畫家和雕塑家。[78]
- Milan Đukić，61歲，塞爾維亞-克羅埃西亞政治家，塞爾維亞人民黨領導人。[79]
- 尼基·詹姆斯（Nicky James），64歲，英國流行歌手（The Moody Blues），腦瘤。[80]
- 茲茲斯瓦夫·佩什科夫斯基（Zdzisław Peszkowski），89歲，波蘭羅馬天主教神父，卡廷遇難者家屬的代言人。[81]
- Salem Sabah Al-Salem Al-Sabah，69歲，科威特政治家，統治家族成員，長期患病。[82]
- 弗朗西斯·舍維塔（Francis Schewetta），88歲，法國奧運會銀牌得主（1948年）。[83]
- 讓-法蘭索瓦·范德莫特（Jean-François Van Der Motte），93歲，比利時奧運自行車運動員。[84]
- Chick Zamick，81歲，加拿大冰球運動員。[85]

### 9日
- 恩里科·班杜奇（Enrico Banducci），85歲，美國夜總會老闆（三藩市北灘）。[86]
- 卡羅爾·布魯斯（Carol Bruce），87歲，美國女演員（辛辛那提的WKRP，飛機，火車和汽車，美國Gigolo），慢性阻塞性肺病。[87]
- Henk van Brussel，72歲，荷蘭足球運動員和足球經理，心臟病發作。[88]
- Fausto Correia，55歲，葡萄牙政治家，心臟病發作。[89]
- 貝琳達·丹恩（Belinda Dann），107歲，澳大利亞百歲老人，被偷走的一代中最長壽的成員。[90]
- 瑪麗·路易士·科蘭科（Mary Louise Kolanko），75歲，美國棒球運動員（全美女子職業棒球聯盟）。[91]
- Robert McGehee，64歲，美國Progress Energy Inc董事長兼首席執行官，中風。[92]
- 第七代哈羅比伯爵達德利·萊德（Dudley Ryder），84歲，英國貴族和銀行家。[93]
- 庫爾特·施溫（Kurt Schwaen），98歲，德國作曲家，自然原因。[94]
- 布拉姆·齊格斯（Bram Zeegers），58歲，荷蘭律師，威廉·霍利德（Willem Holleeder）審判的關鍵證人。[95]

### 10日
- S. R. Bommai，83歲，印度政治家。[96]
- 安布羅斯·德·保利（Ambrose De Paoli），73歲，美國出生的羅馬天主教大主教，澳大利亞大使，白血病。[97]
- 肯·弗萊（Ken Fry），86歲，澳大利亞政治家，弗雷澤議員（1974-1984）。[98]
- 弗朗西斯·加西亞（Francis García），49歲，墨西哥異裝癖女演員和設計師，肺血栓形成。[99]
- Len Keogh，76歲，澳大利亞政治家，鮑曼議員（1969-1975,1983-1987）。[100]
- 諾曼·馬沙巴內（Norman Mashabane），51歲，南非政治家，前駐印尼大使，車禍。[101]
- Mehmed Uzun，54歲，土耳其小說家，胃癌。[102]

### 11日
- Sri Chinmoy，76歲，印度出生的哲學家和大師，心臟病發作。[103]
- 伊格內修斯·德庫尼亞（Ignatius D'Cunha），83歲，奧蘭加巴德印度名譽主教。[104]
- 约翰·爱德华兹（John H. Edwards），79歲，英國遺傳學家。[105]
- 德州佬希爾，92歲，美國戰鬥機飛行員和飛行王牌，飛虎隊成員。[106]
- Juca，78歲，葡萄牙足球運動員和教練（體育，國家隊）。[107]
- Rauni Mollberg, 78, Finnish film director, leukemia.[108]
- 勞尼·莫爾伯格（Rauni Mollberg），78歲，芬蘭電影導演，白血病。[109]
- Pat “Gravy” Patterson，73歲，路易士安那理工大學的美國棒球和橄欖球教練，被槍殺。[110]
- 羅伊·羅森茨維格（Roy Rosenzweig），57歲，美國歷史學家，肺癌。[111]
- 67歲的宏都拉斯記者和喜劇演員卡洛斯·薩爾加多（Carlos Salgado）被槍殺。[112]
- 大衛·薩蒙（David Salmon），95歲，美國阿薩巴斯卡部落酋長，癌症。[113]
- 維爾納·馮·特拉普（Werner von Trapp），91歲，奧地利出生的音樂家和歌手，特拉普家族歌手的成員，他啟發了音樂之聲。[114]

### 12日
- 保羅·奧特蘭（Paulo Autran），85歲，巴西演員，肺癌。[115]
- Kim Beazley Sr.，90歲，澳大利亞政治家，前政府部長。[116]
- 朗尼·查普曼（Lonny Chapman），87歲，美國演員（《鳥》《諾瑪·雷》《獵殺》），心臟病。[117]
- 諾埃爾·科爾曼（Noel Coleman），87歲，英國演員。[118]
- Ruby Hooper，83歲，美國第一位競選北卡羅來納州州長的女性主要政黨候選人，1993年北卡羅來納州年度母親。[119]
- 黑川紀章，73歲，日本建築師，心力衰竭。[120]
- 裘蒂·馬澤爾（Judy Mazel），63歲，美國食譜作者（《比佛利山莊飲食法》），外周血管疾病併發症。[121]
- 拉金德·辛格·薩卡里亞（Rajinder Singh Sarkaria），91歲，印度最高法院法官（1973-1981），薩卡里亞委員會主席。[122]
- 梭溫，59歲，緬甸總理（2004-2007），白血病。[123]

### 13日
- 弗農·貝爾庫爾（Vernon Bellecourt），75歲，美國原住民活動家，肺炎。[124]
- 90歲的比利時抵抗運動成員安德列·德容（Andrée de Jongh）組織了彗星線戰俘逃生網路。[125]
- 鮑勃·德納德（Bob Denard），78歲，法國雇傭兵。[126]
- Obaidul Huq，95歲，孟加拉國記者和電影製片人。[127]
- 亚历克·凯斯勒（Alec Kessler），40歲，美國籃球運動員（喬治亞鬥牛犬隊，邁阿密熱火隊），心臟病發作。[128]
- Marion Michael，66歲，德國女演員和歌手，心力衰竭。[129]
- 詹姆斯·奧克斯（James L. Oakes），83歲，美國聯邦法官。[130]
- 吉姆·波斯頓，63歲，英國外交官，特克斯和凱科斯群島總督（2002-2005）。[131][132]

### 14日
- 薩利赫·賽義夫·阿爾丁（Salih Saif Aldin），32歲，《華盛頓郵報》伊拉克記者，被槍殺。[133]
- Big Moe，33歲，美國說唱歌手，心臟病發作。[134]
- 裘蒂·克萊頓（Judy Crichton），77歲，美國電視製片人，白血病。[135]
- 喬治·尼爾·詹金斯（George Neil Jenkins），92歲，英國科學家。[136]
- 菲力浦·馬婁德（Philippe Malaud），82歲，法國外交官和政治家。[137]
- André Maréchal，90歲，法國光學研究員。[138]
- 雷蒙德·佩萊格林（Raymond Pellegrin），82歲，法國演員。[139]
- 弗朗西斯·裡奇（Frances Rich），97歲，美國女演員和雕塑家，心臟病發作。[140]
- 彭蒂·斯內爾曼（Pentti Snellman），81歲，芬蘭奧運運動員。[141]
- 西格麗德·瓦爾迪斯（Sigrid Valdis），72歲，美國女演員（霍根的英雄），肺癌。[142]

### 15日
- 傑基·利特爾（Jackie Little），95歲，英國足球運動員（伊普斯維奇鎮）。[143]
- 鮑比·莫奇（Bobby Mauch），86歲，美國兒童演員和電影剪輯師。[144]
- 伯納德·斯卡德（Bernard Scudder），53歲，英國詩人和冰島文學翻譯家。[145]
- 羅伯特·希爾茲（Robert Shields），89歲，美國新教牧師和日記作家。[146]
- Vito Taccone，67歲，義大利自行車手，心臟病發作。[147]
- 盧修斯·修斯（Lucius Theus），85歲，美國空軍少將，塔斯基吉飛行員。[148]
- 歐內斯特·威瑟斯（Ernest Withers），85歲，美國攝影師，中風。[149]

### 16日
- 羅薩利奧·何塞·卡斯蒂略·拉拉（Rosalio José Castillo Lara），85歲，委內瑞拉羅馬天主教樞機主教。[150]
- 芭芭拉·韋斯特·丹頓（Barbara West Dainton），96歲，英國泰坦尼克號倖存者。[151]
- 伊格納西·耶茲（Ignacy Jeż），93歲，波蘭羅馬天主教主教。[152]
- 狄波拉·嘉（Deborah Kerr），86歲，英國女演員（《從這裡到永恆》，《黑水仙》，《國王與我》），帕金森病併發症。[153]
- Arbab Jehangir Khan，72歲，巴基斯坦政治家，前NWFP首席部長，心臟驟停。[154]
- 耶日·馬庫謝夫斯基（Jerzy Markuszewski），76歲，波蘭戲劇導演和持不同政見者。[155]
- 拉格納·佩德森（Ragnar Pedersen），65歲，挪威插畫家。[156]
- Toše Proeski，26歲，馬其頓歌手，車禍。[157]
- 史蒂夫·J·斯皮爾斯（Steve J. Spears），56歲，澳大利亞作家、劇作家和電視編劇，癌症患者。[158]
- M. A. Hadi，68歲，孟加拉國學者，Bangabandhu Sheikh Mujib醫科大學副校長，腦出血。[159]

### 17日
- 比利·貝羅亞（Billy Berroa），79歲，多明尼加西班牙WADO紐約大都會廣播公司，前列腺癌。[160]
- 喬伊·畢曉普（Joey Bishop），89歲，美國藝人，老鼠群最後倖存的成員。[161]
- 特雷莎·布鲁尔（Teresa Brewer），76歲，美國流行和爵士歌手，核上性麻痹。[162]
- 薩米·達迪（Sammy Duddy），62歲，英國政治活動家，北愛爾蘭忠誠的UPRG成員，心臟病發作。[163]
- 赫爾曼·埃斯皮諾薩（GermánEspinosa），69歲，哥倫比亞作家，癌症。[164]
- 德爾菲亞·漢金斯（Delphia Hankins），111歲，美國超級百歲老人，密西西比州最年長的人。[165]
- 玛丽亚·克瓦希涅夫斯卡，94歲，波蘭標槍運動員，1936年奧運會銅牌得主。[166]
- 彼得·奧利弗，艾爾默頓的奧利弗男爵，86歲，英國法律勳爵（1986-1992）。[167]
- 阿米努·薩法納（Aminu Safana），46歲，奈及利亞國會議員，心臟病發作。[168]
- 呂迪格·馮·韋希瑪律（Rüdiger von Wechmar），83歲，德國外交官和政治家。[169]
- Robert A. Young，83歲，美國密蘇里州眾議院議員（1977-1987），肝病。[170]

### 18日
- 艾倫·科倫（Alan Coren），69歲，英國作家和諷刺作家，《Punch》（1978-1987）編輯，癌症。[171]
- William J. Crowe，82歲，美國駐英國大使（1994-1997），參謀長聯席會議主席（1985-1989），心臟驟停。[172]
- 文森特·德多梅尼科（Vincent DeDomenico），92歲，美國Rice-a-Roni的發明者。[173]
- Lucky Dube，43歲，南非雷鬼音樂家，在劫車期間被槍殺。[174]
- Anthony R. Michaelis，91歲，德國科學記者。[175]
- 尼諾·雷希奇，43歲，波士尼亞歌手。
- 喬·塞爾伍德（Joe Sellwood），96歲，澳大利亞人，是AFL / VFL最年長的足球運動員。[176]
- 馬克·塔維納（Mark Tavener），53歲，英國小說家和喜劇作家，癌症。[177]

### 19日
- 安東·博德姆（Anton Bodem），82歲，德國天主教神學家。[178]
- 蘭德爾·福斯伯格（Randall Forsberg），64歲，美國核軍備控制宣導者，癌症。[179]
- 邁克爾·梅登斯（Michael Maidens），20歲，英國足球運動員，效力於哈特爾浦聯隊，車禍。[180]
- Jan Wolkers，81歲，荷蘭作家和藝術家。[181]

### 20日
- Peg Bracken，89歲，美國食譜作家。[182]
- 伊沃·卡波（Ivo Cappo），55歲，巴布亞紐幾內亞地方法官，用石頭砸死。[183]
- 馬克斯·麥基（Max McGee），75歲，美國職業足球運動員（綠灣包裝工隊），從屋頂上墜落。[184]
- 吉姆·米切爾（Jim Mitchell），60歲，美國職業足球運動員（亞特蘭大獵鷹隊），心臟病發作。[185]
- 海倫德·皮普（Helend Peep），97歲，愛沙尼亞演員。[186]
- 約瑟普·平塔-索蘭斯，82歲，安道爾政治家和商人，聖胡利亞德洛里亞市長（1960-1963年）和總理（1984-1990年）。[187]
- Paul Raven，46歲，英國搖滾貝斯手（Ministry，Killing Joke），心臟病發作。[188]
- Stine Rossel，32歲，丹麥考古學家，徒步旅行事故。[189]
- 耶米·泰拉（Yemi Tella），56歲，奈及利亞17歲以下世界杯冠軍足球隊教練，癌症。[190]

### 21日
- Surinder Singh Bajwa，52歲，印度政治家，德里副市長，在恆河猴襲擊後倒下。[191]
- 恩斯特·埃利希（Ernst Ehrlich），86歲，瑞士猶太哲學家。[192]
- Don Fellows，84歲，美國演員。[193]
- 保羅·福克斯（Paul Fox），56歲，英國吉他手（The Ruts），肺癌。[194]
- 蘭斯·哈恩（Lance Hahn），40歲，美國音樂家（J Church，Cringer）和記者，腎病。 [195]
- 彼得·霍華德（Peter Howard），81歲，英國皇家空軍副元帥。[196]
- 西迪克·汗（Siddiq Khan），60歲，巴基斯坦板球裁判。[197]
- R. B. Kitaj，74歲，美國出生的英國流行藝術家。[198]
- 彼得·莫法特（Peter Moffatt），84歲，英國電視導演（《大大小小的萬物》《神秘博士》）。[199]
- Ileana Sonnabend，92歲，羅馬尼亞出生的美國Sonnabend畫廊創始人。[200]
- 勞埃德·溫特（Lloyd Wendt），99歲，美國報紙編輯和出版商。[201]

### 22日
- 薩爾貢·布盧斯（Sargon Boulus），63歲，伊拉克詩人。[202]
- 埃芙·居里，102歲，法國作家，皮埃爾和瑪麗·居里的女兒。[203]
- 比利·雷·漢密爾頓（Billy Ray Hamilton），57歲，美國死囚，自然原因。[204]
- 布蘭登·麥克威廉姆斯（Brendan McWilliams），63歲，愛爾蘭氣象學家和作家。[205]
- Soedarpo Sastrosatomo，87歲，印尼商人。[206]

### 23日
- 約翰·伊爾汗（John Ilhan），42歲，澳大利亞Crazy John手機零售連鎖店創始人，疑似心臟病發作。[207]
- 大衛·肯德爾（David Kendall），89歲，英國數學家。[208]
- 林梧桐，90歲，馬來西亞華裔億萬富翁，雲頂集團創始人。[209]
- 厄休拉·沃恩·威廉姆斯，96歲，英國作家和詩人，拉爾夫·沃恩·威廉姆斯的妻子。[210]

### 24日
- 大衛·亞當斯（David Adams），78歲，加拿大芭蕾舞演員，長期患病。[211]
- 彼得·埃本（Petr Eben），78歲，捷克作曲家。[212]
- 彼得·哈丁（Peter Harding），82歲，英國攀岩運動員。[213]
- Alisher Saipov，26歲，吉爾吉斯斯坦記者，被槍殺。[214]
- 吉澤正和，57歲，日本出生的美國長笛演奏家（《藝伎回憶錄》《侏羅紀公園》），胃癌。[215]

### 25日
- 卡羅爾·希拉德，71歲，美國政治家，南達科他州副州長（1995-2003），肺炎。[216]
- 邁克爾·英格蘭，89歲，英國板球運動員。[217]
- 彭查格·扎斯莱，73歲，蒙古總理（1992-1996）。[218]
- 理查·魯吉爾爵士，75歲，英國法官，肺癌。[219]
- 哈威·夏皮羅（Harvey Shapiro），97歲，美國大提琴家。[220]

### 26日
- Jacinta Balbela，88歲，烏拉圭法官和法學家，最高法院法官（1985-1989）。[221]
- 吉姆·康明斯（Jim Cummins），62歲，NBC新聞的美國記者，癌症。[222]
- Nicolae Dobrin，60歲，羅馬尼亞足球運動員，肺癌。[223]
- 弗裡德曼·保羅·埃哈特（Friedman Paul Erhardt），63歲，出生於德國的電視先鋒廚師，“廚師告訴”，瑞典廚師的靈感來源，心力衰竭。[224]
- 亞歷山大·費克利索夫（Alexandre Feklisov），93歲，俄羅斯克格勃間諜大師。[225]
- John L. Gaunt，83歲，美國普利策獎得主，充血性心力衰竭。[226]
- 阿瑟·科恩伯格（Arthur Kornberg），89歲，1959年諾貝爾生理學或醫學獎獲得者，呼吸衰竭。[227]
- 麗莎·里切特（Lisa Richette），79歲，美國律師，費城縣普通訴訟法院法官，肺癌。[228]
- 昆沙，73歲，緬甸軍閥。[229]
- Hans Stern（漢斯·斯特恩），85歲，巴西珠寶商，H.Stern公司創始人。[230]

### 27日
- 查理斯·巴特（Charles Batt），78歲，澳大利亞政治家。[231]
- Satyen Kappu，76歲，印度寶萊塢角色演員，心臟驟停。[232]
- 莫伊拉·李斯特（Moira Lister），84歲，南非出生的英國女演員。[233]
- 莱斯利·奥格尔（Leslie Orgel），80歲，英國化學家。[234]
- 奧斯曼·薩特（Othman Saat），80歲，馬來西亞政治家，柔佛州前首席部長。[235]
- Henk Vredeling，82歲，荷蘭政治家、部長和歐盟委員。[236]

### 28日
- 包遵信，70歲，中國知識份子，曾被監禁的天安門廣場民主活動人士，腦溢血。[237]
- 格雷厄姆·查德威克（Graham Chadwick），84歲，英國主教和反種族隔離活動家。[238]
- 阿諾德·威爾遜·考恩（Arnold Wilson Cowen），101歲，美國法官。[239]
- 藤波孝生，74歲，日本政治家，因收受賄賂被定罪。[240]
- 伊芙琳·哈曼（Evelyn Hamann），65歲，德國女演員。[241]
- 吉米·馬庫利斯（Jimmy Makulis），72歲，希臘歌手。[242]
- Guido Nicheli，73歲，義大利演員，中風。[243]
- 斯圖爾特·西迪（Stuart Sidey），99歲，紐西蘭政治家，但尼丁市長（1959-1965）。[244]
- 87歲的波蘭隱士約瑟夫·斯塔維諾加（Josef Stawinoga）在伍爾弗漢普頓環路（Wolverhampton Ring Road）旁邊的帳篷里生活了近40年。[245]
- 波特·瓦格納（Porter Wagoner），80歲，美國鄉村音樂歌手，肺癌。[246]
- 威廉·喬治·威爾遜（William George Wilson），90歲，美國電影攝影師。[247]

### 29日
- 埃洛伊絲·巴扎（Eloise Baza），54歲，關島商會關島商會會長（1984-2007）。[248]
- Jan Borkus，87歲，荷蘭廣播演員。[249]
- 安東尼·克萊爾（Anthony Clare），64歲，愛爾蘭精神病學家和廣播員。[250]
- Sam Dana，104歲，美式橄欖球運動員，感染併發症。[251]
- 肯尼斯·弗蘭茨海姆二世（Kenneth Franzheim II），82歲，美國石油商和慈善家。[252]
- Jarmila Loukotková，84歲，捷克作家。[253]
- 弗蘭·馬托希奇，89歲，克羅埃西亞足球運動員。[254]
- Jesse J. McCrary， Jr.，70歲，美國政治家，佛羅里達州國務卿（1978-1979），肺癌。[255]
- 湯瑪斯·約瑟夫·麥斯基爾，79歲，美國政治家和聯邦法官，康涅狄格州州長（1971-1975）。[256]
- 大衛·莫裡斯（David Morris），83歲，英國畫家和演員。[257]
- 克利斯蒂安·德奧里奧拉，79歲，法國擊劍運動員。[258]
- La Sa Ra，91歲，印度泰米爾小說家。[259]
- Carrie Rozelle，69歲，加拿大出生的教育活動家，Pete Rozelle的妻子，癌症。[260][261]
- 谷口千吉，95歲，日本電影導演，肺炎。[262]

### 30日
- 羅伯特·古萊特（Robert Goulet），73歲，美國歌手和演員（Camelot，Beetlejuice），特發性肺纖維化。[263][264]
- Peter Hoagland，66歲，來自內布拉斯加州的美國眾議院議員（1989-1995），帕金森病。[265]
- 伊茲·卡茨曼（Izzy Katzman），90歲，美國體育作家。[266]
- 諾伯特·林頓（Norbert Lynton），80歲，德國出生的英國藝術史學家。[267]
- 斯爾丹·姆庫希奇，92歲，塞爾維亞足球守門員。[268]
- Yisrael Poliakov，66歲，以色列演員，喜劇團體HaGashash HaHiver成員。[269]
- 迪娜·拉比諾維奇（Dina Rabinovitch），44歲，英國記者，乳腺癌患者。[270]
- 保羅·羅奇（Paul Roche），91歲，英國詩人和翻譯家。[271]
- Linda S. Stein，62歲，美國Ramones的前經理，房地產經紀人，被毆打。[272]
- 约翰·伍德拉夫，92歲，美國奧運會800米金牌得主（1936年），心房顫動和慢性腎功能衰竭。[273]

### 31日
- 小約翰·貝克（John Baker， Jr.），72歲，美式橄欖球運動員和縣治安官。[274]
- 肯尼斯·布拉德肖爵士，85歲，英國立憲主義者，下議院書記官（1983-1987）。[275]
- Ray Gravell，56歲，威爾士英國橄欖球聯盟球員。[276]
- Erdal İnönü，81歲，土耳其物理學家和政治家，副總理（1991-1993），白血病。[277]
- 布拉德福德·凱萊赫（Bradford Kelleher），87歲，美國大都會藝術博物館前副館長，大都會商店創始人。[278]